# Augusteum

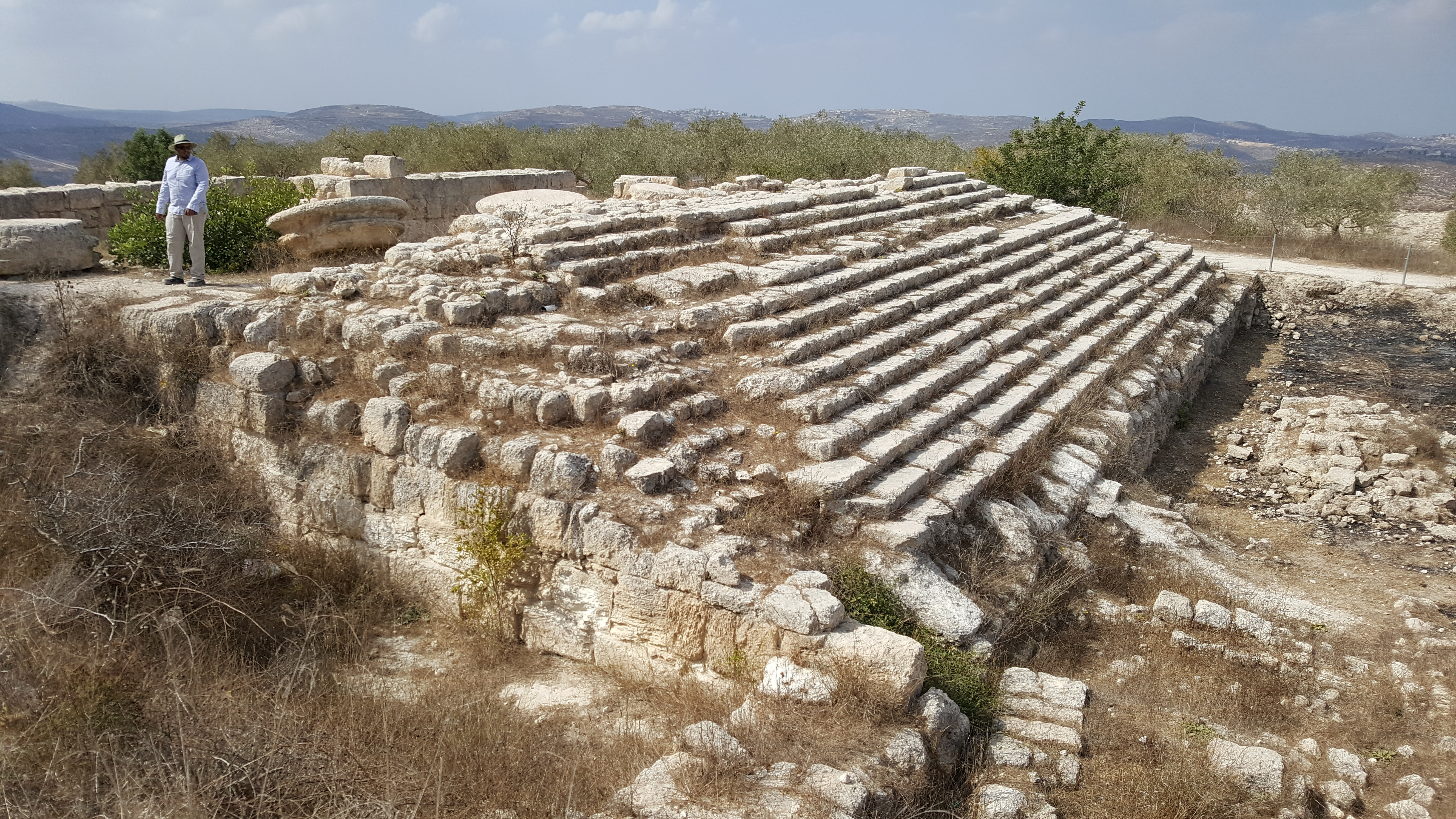
Sebastia/Shomron/Samaria. Base rimanente dell'Augusteum, ritenuto essere alto originariamente 25 metri.

Un Augusteum (plurale Augustea) era in epoca romana un luogo di culto imperiale, così chiamato in riferimento al titolo onorifico imperiale di Augusto. Il nome di tali strutture era nella parte orientale dell'impero Sebasteion. Esempi di tale tipologia di edifici sono stati rinvenuti a Sebastia, Costantinopoli, Afrodisia, Antiochia di Pisidia, Cartagena e nel caso più noto ad Ankara (Monumentum Ancyranum).
A partire dal XVIII secolo il termine è stato utilizzato in area germanica in riferimento ad edifici ospitanti istituzioni accademiche e culturali, quali ad esempio l'Augusteum di Lipsia, quello di Oldenburg e quello di Wittenberg (meglio noto come Lutherhaus).